# Majaelrayo
Majaelrayo település Spanyolországban, Guadalajara tartományban. Majaelrayo El Cardoso de la Sierra, Cantalojas, Valverde de los Arroyos és Campillo de Ranas községekkel határos. Lakosainak száma 57 fő (2024).

## Népesség
A település népessége az utóbbi években az alábbiak szerint változott:
| Lakosok száma | 62   | 72   | 64   | 66   | 64   | 51   | 60   | 51   | 58   | 57   |
|               | 2001 | 2004 | 2006 | 2009 | 2011 | 2014 | 2016 | 2019 | 2021 | 2024 |